# The New Nation
New Nation é um jornal semanal publicado no Reino Unido para a comunidade afro-britânica. Fundado em 1996, tem sua distribuição todas segundas-feiras.